# Bauxite, Arkansas
Bauxite là một thị trấn thuộc quận Saline, tiểu bang Arkansas, Hoa Kỳ. Năm 2010, dân số của thị trấn này là 487 người.

## Dân số
- Dân số năm 2000: 432 người.
- Dân số năm 2010: 487 người.